# Дюрчіна
Дюрчіна (словац. Ďurčiná) — село, громада округу Жиліна, Жилінський край, регіон Раєцка котліна. Кадастрова площа громади — 12,5 км².
Населення 1097 осіб (станом на 31 грудня 2017 року).

## Історія
Дюрчіна згадується 1393 року.

## Населення
| Рік:            | 1994. | 2004.    | 2014.   | 2024.   |
| --------------- | ----- | -------- | ------- | ------- |
| Кількість осіб: | 972   | 1072     | 1091    | 1080    |
| Різниця:        |       | +10,28 % | +1,77 % | -1,00 % |

| Рік:            | 2023. | 2024.   |
| --------------- | ----- | ------- |
| Кількість осіб: | 1086  | 1080    |
| Різниця:        |       | -0,55 % |